# Baden-Powell Peak
Der Baden-Powell Peak befindet sich in einer Bergkette im Jugal Himal im Zentral-Himalaya südlich des Flusstals des Langtang Khola in der nepalesischen Verwaltungszone Bagmati.
Der Berg liegt etwa 1,5 km westlich des Naya Kanga im Südwesten des Langtang-Nationalparks. Der 5710 m hohe Berg hieß ursprünglich Urkema Peak und wurde im Jahr 2007 anlässlich des 100-jährigen Jubiläums der Pfadfinder-Bewegung zu Ehren ihres Gründers Lord Robert Baden-Powell umbenannt.
Der Berg wurde in manchen Quellen mit einem knapp südwestlich gelegenen unbenannten Gipfel (5826 m), der westlich des unbenannten Gipfels (5857 m) liegt, verwechselt.

## Erstbesteigung
Die Erstbesteigung des Baden-Powell Peak wurde von einem internationalen Pfadfinderteam aus Australien, Korea, Taiwan, Singapur, Taipeh, Hongkong, Malaysia und Nepal durchgeführt. Die erste Person, die den Gipfel erreichte, war der Australier Mark Mangles am 12. September 2007 gegen 12 Uhr.